# Feminizm lesbijski

Flaga lesbijskich feministek

Feminizm lesbijski – odłam feminizmu, który pojawił się w drugiej połowie XX wieku na skutek zetknięcia się ze sobą ruchu na rzecz praw kobiet, ruchu na rzecz praw gejów i rewolucji seksualnej. Wyłonił się z drugiej fali aktywizmu feministycznego w Stanach Zjednoczonych, na skutek rozczarowania nim i ruchem wyzwolenia gejów. Był najbardziej wpływowy w latach 70. i wczesnych latach 80., głównie w Ameryce Północnej i Europie Zachodniej. Feminizm lesbijski jest uznawany za najbardziej skrajny nurt feminizmu.
Feministki lesbijskie zwalczały homofobię i heteroseksizm w ruchu kobiecym, walczyły z seksizmem w ruchu LGBT, walczyły z antylesbijstwem i antyfeminizmem w innych ruchach społecznych, a także wykuwały dla siebie nisze polityczne, społeczne i kulturowe. Wiele lesbijskich feministek opowiadało się za separatyzmem, żyjąc, kiedy i gdziekolwiek to możliwe, w lesbijskich społecznościach feministycznych oraz poświęcając pieniądze i czas tylko innym lesbijskim feministkom. Feministki lesbijskie rozwinęły również radykalną krytykę patriarchatu, seksizmu, mizoginii, homofobii, heteroseksizmu oraz społecznej konstrukcji płci, gender i seksualności. Dla wielu lesbijskich feministek lesbijstwo było logicznym następstwem feminizmu.